# スズキ・S-CROSS
S-CROSS（エスクロス）は、スズキが海外市場で展開するクロスオーバーSUVである。初代のみ日本市場において「SX4 S-CROSS」の車名で販売されていた。

## 初代（2013年 - 2022年）

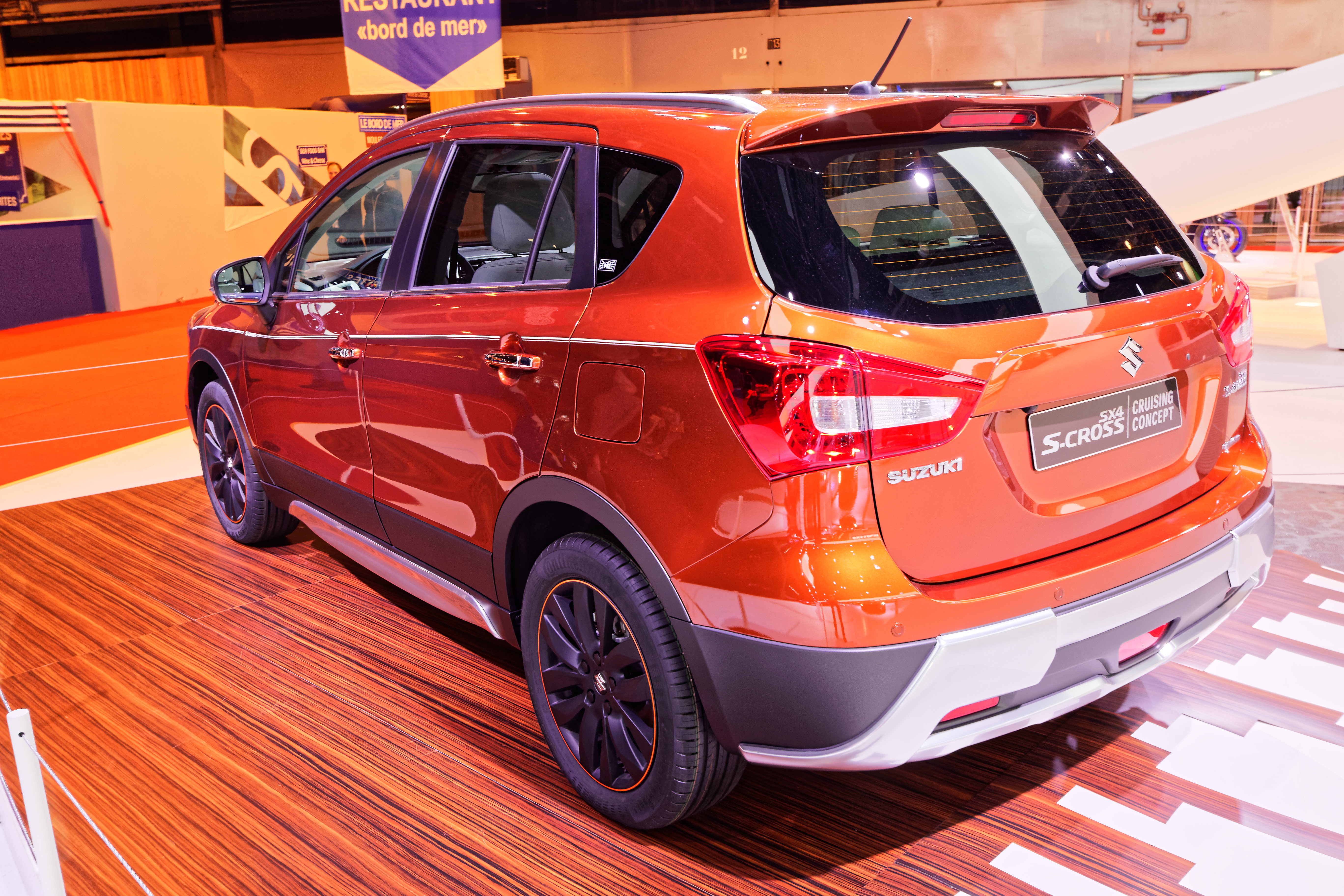
パリモーターショー リヤ

2013年（平成25年）3月のジュネーブモーターショーで発表された。2012年9月に開催されたパリモーターショーで発表されたコンセプトカー「S-Cross」のエッセンスを色濃く受け継ぎながらも、より市販向けのデザインとされた。
SX4と比較して、車体寸法（全長 x 全幅 x 全高）とホイールベースを拡大（それぞれ165×10×10 mm、100 mm）してフルBセグメント（BCセグメント）からCセグメントへとクラスアップされ、カーゴスペースの容量も430Lに拡大。
なお、先代で設定されていた4ドアセダンはシアズを後継として当代では廃止された。
エンジンは改良された自社製の1.6Lガソリン仕様のM16A型とフィアットから供給を受ける1.6Lディーゼルターボエンジン仕様の「D16AA型」の2種（共に直4）で、前者には5MTとCVTが、後者には6MTが用意される。ただし、日本仕様車にはマニュアルトランスミッションもディーゼルターボエンジンも設定されなかった。
4WDシステムは「i-AWD」からさらに進化した新開発の「ALLGRIP（オールグリップ）」を採用。アクセルセンサー・操舵角センサー・車速センサーなどの情報を基に、車両の挙動変化後の対応だけでなく、挙動変化を予測して車両が不安定になる前に対処するフィードフォワード制御を備えた電子制御4WDシステムをベースに、通常は燃費を重視した2WD走行で、タイヤのスリップを検知した時に自動的に4WD走行に切り替わり、走行が安定すると再び2WD走行に戻る「AUTO」、直進加速時に4WDで走行し、アクセルオフで減速中にステアリングを切り始めると2WD走行に切り替えて旋回性を高める「SPORT」、雪道やアイスバーンの走行時に、低速クルーズ走行での直進時では2WDで走行し、この状態でコーナーに進入するとトラクションコントロールを作動することで不必要なタイヤの空転を抑え、ステアリング操舵に応じて後輪にトルク配分することで操舵安定性を高める「SNOW」、ぬかるみや雪でスタックした際に空転輪にブレーキをかけ、残りの接地しているタイヤにトルクを配分し、駆動力を直結に近い状態で固定して前後輪に駆動力を最大限に伝えることで緊急脱出する「LOCK」を切替できる4モード走行切替機能、操舵角センサーやヨーレイトセンサーなどで総合的に走行状態を監視し、4WDシステムと電動パワーステアリングを協調制御することで横滑り傾向を抑える車両運動協調制御システムで構成されている。併せて、車両運動協調制御システムが作動してもスリップや横滑りが発生する場合には安全装備の一つとして標準装備されているESPが作動する。
ホイールはPCDが114.3、穴数が5H、ハブ径が60mmである点は先代と共通であるが、固定方法はナット留めではなく欧州車流儀のボルト留めに変更されている。
生産はマジャールスズキで行われ、2013年秋からイギリスやイタリア、フランスをはじめとした欧州各国に輸出され、2014年（平成26年）5月からは子会社の金鈴汽車を通じて台湾市場でも販売を開始しており、2015年（平成27年）2月には日本市場でも発売を開始した。このほか、中南米や大洋州、アフリカにも輸出されている。中国市場については長安鈴木汽車を通じ、2013年12月から生産・発売している。また、インドではマルチ・スズキ・インディアを通じて2015年8月より生産・発売を開始した。
車名は欧州・日本などでは「SX4 S-CROSS」の名称となるが、台湾では「SX4 CROSSOVER」（前期型）→「SX4」（後期型）　、中国・オーストラリア・インドでは「S-CROSS」（中国語表記：骁途）と地域ごとに名称が異なる。

### 年表

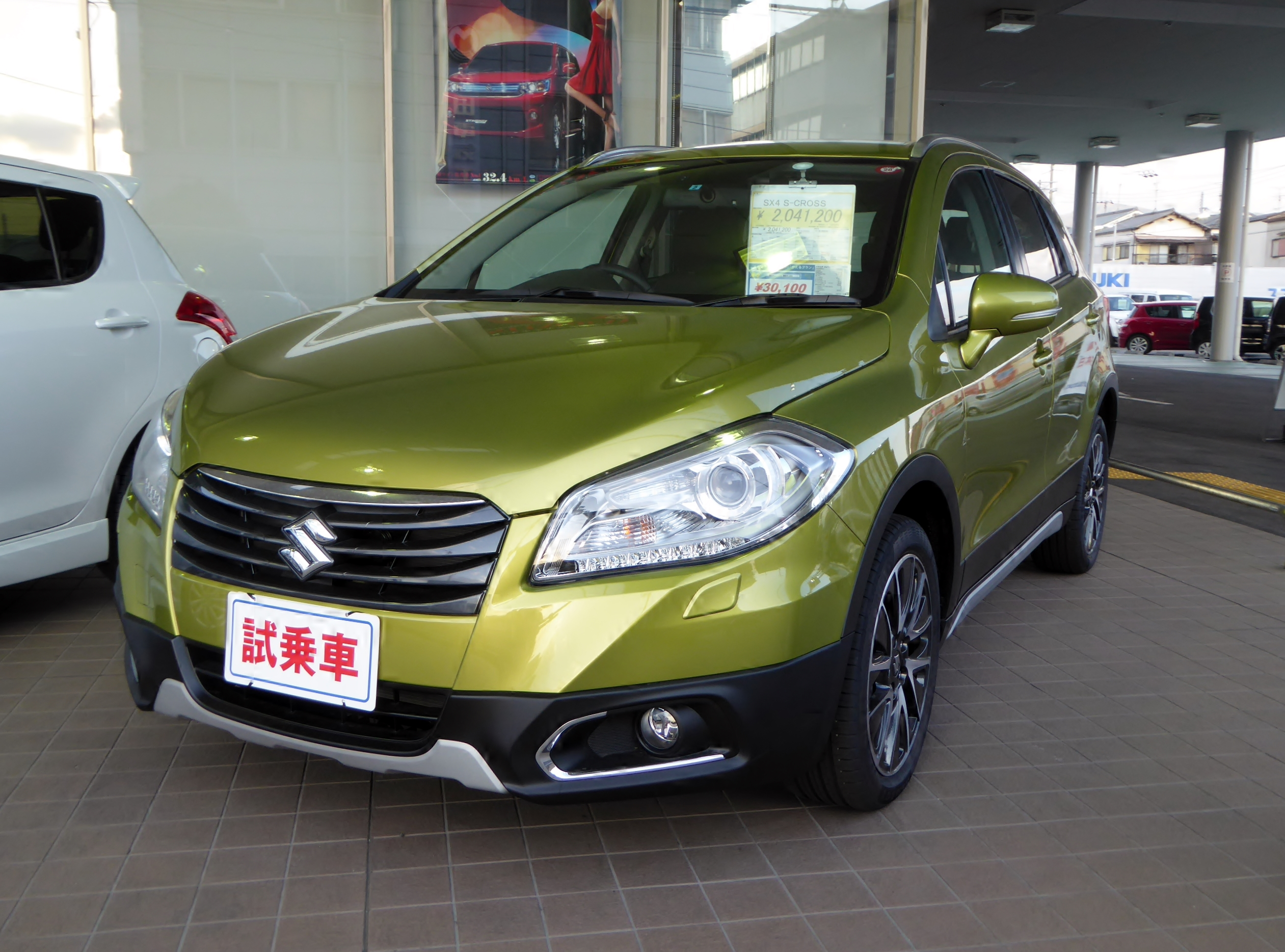
1型 フロント
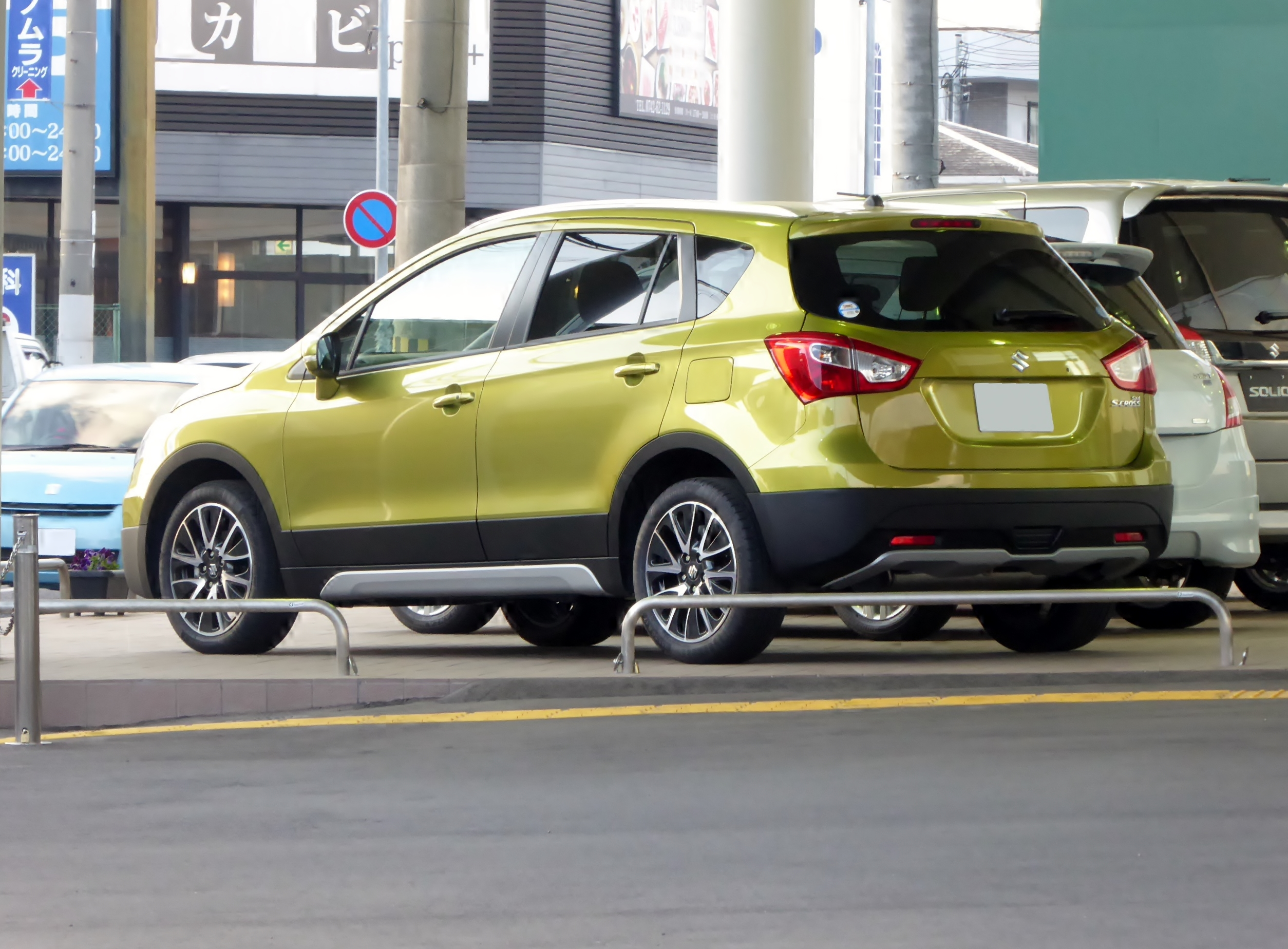
1型 リヤ
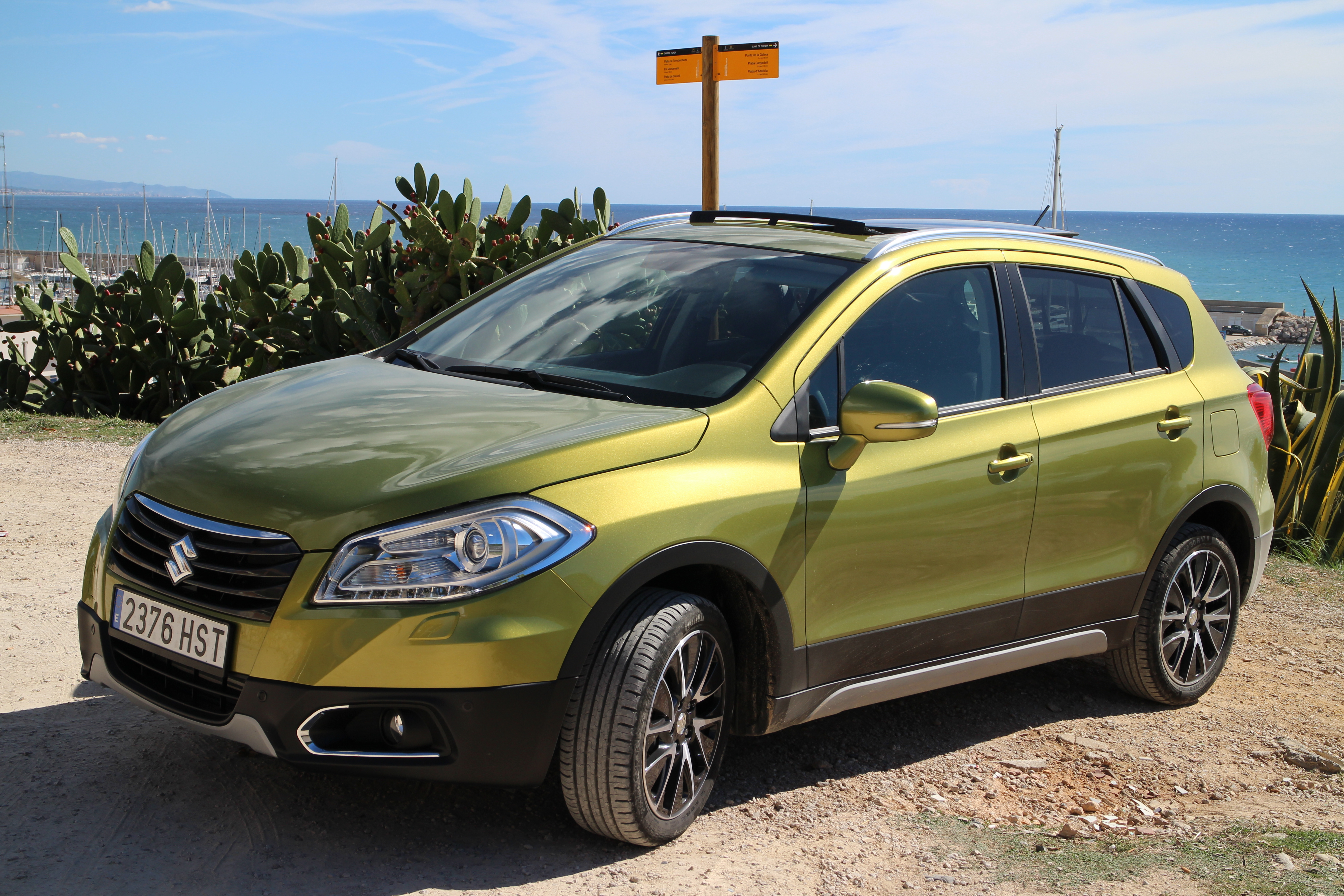
1型 フロント 日本国外仕様
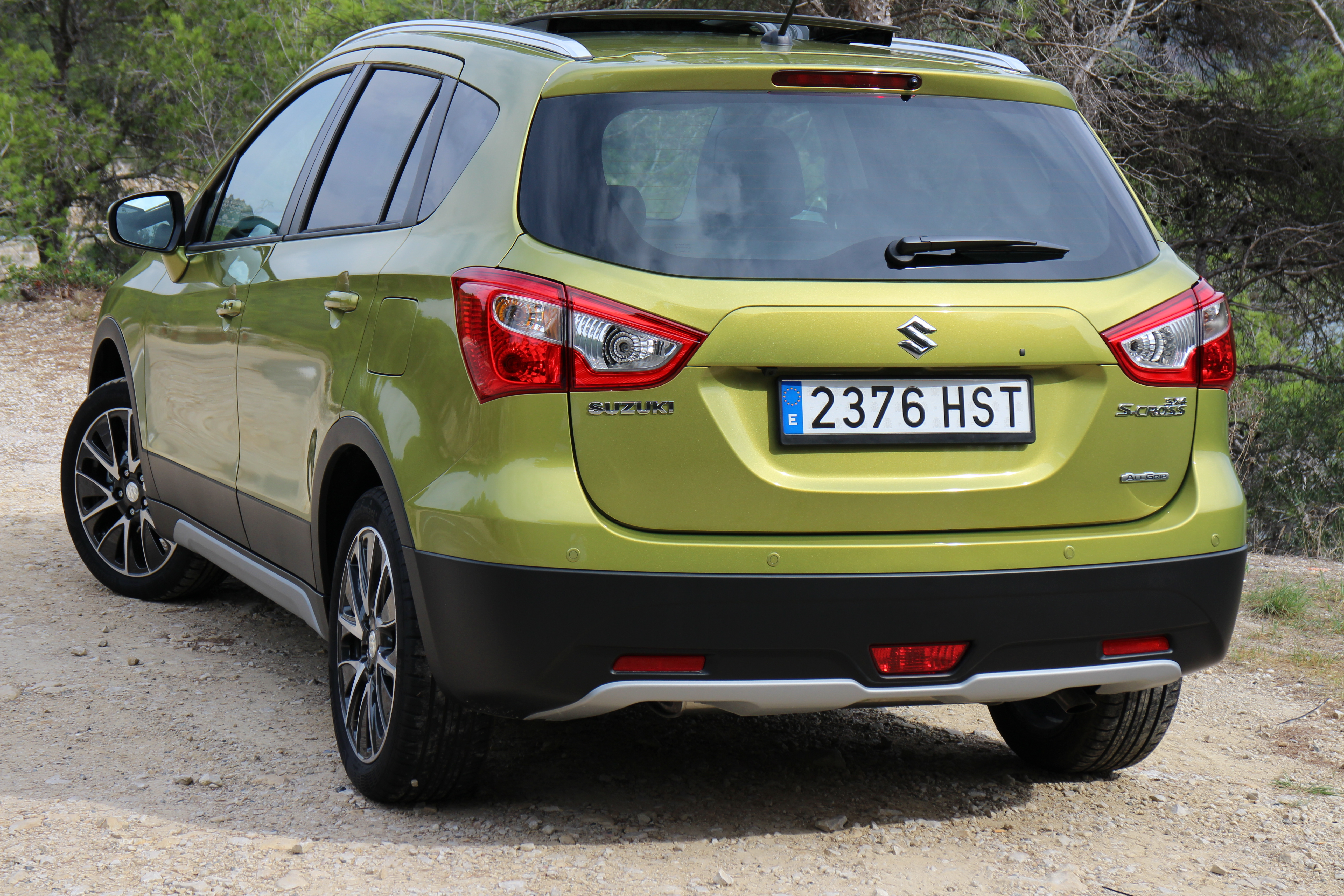
1型 リヤ 日本国外仕様

2012年8月10日
同年9月27日から開催されるパリモーターショーにCセグメントクロスオーバーのコンセプトモデル「S-Cross（エスクロス）」を出品することを発表し、イメージスケッチと写真（車体の一部のシルエット）が公開された。
2012年9月27日
前述のコンセプトモデル「S-Cross」を正式発表。
2013年3月5日
ジュネーブ国際モーターショーでSX4の2代目モデルを世界初出品。併せて、同年秋から欧州各地で順次発売される予定であることも発表した。
2013年9月6日
「SX4 S-CROSS」として生産を開始し、ラインオフ式典が行われた。
2013年10月23日
ユーロNCAPの安全性能総合評価で最高評価の5つ星を獲得したことを発表。
2014年9月4日
ハンガリー政府の支援を受けたNPO団体であるハンガリアン・クオリティ・プロダクツ選出委員会が主催し、ハンガリー国内で製造・販売されている製品のうち、革新性や信頼性を備えた高品質の製品を対象とした「ハンガリアン・クオリティー・プロダクト」賞の「機械・車両部門賞」を受賞。
2015年2月19日
日本市場で発売。日本仕様車は1.6LガソリンエンジンのM16A型と副変速機構付CVTの組み合わせのみの設定で、全車「平成17年排出ガス基準75 % 低減レベル（☆☆☆☆）」認定を取得し、4WD車は「平成27年度燃費基準」を達成する。
2015年8月5日
マルチ・スズキ・インディアによりインドでの販売を開始。車種名は「S-CROSS」。インド仕様車はディーゼルエンジンとマニュアルトランスミッションの組み合わせのみの設定で、1.6LのDDiS 320型に加え、1.3LのDDiS 200型も設定されており、1.6L車はハンガリー生産車と同じ6MT、1.3L車は5MTとなる。なお、インド市場では初のプレミアム・クロスオーバーとなり、マルチ・スズキ・インディアが新たに立ち上げた販売網「NEXA（ネクサ）」で取り扱う第一弾の車種となる。
2015年9月29日
2015年度グッドデザイン賞を受賞したことを発表。
2016年2月
日本仕様車のボディカラーにおいて、4代目エスクード設定色の「ギャラクティックグレーメタリック」を追加し、5色展開となった。
2016年9月29日
2016パリモーターショーで欧州仕様車のマイナーチェンジモデルを出品。
2017年4月19日
上海モーターショーで中国仕様車のマイナーチェンジモデルを出品。エンジンは1.6Lガソリン車に加え、1.4Lブースタージェットエンジン搭載車も設定される。なお、車種名はハンガリーや日本などと同じ「SX4 S-CROSS」へ改名され、年内に発売される計画である。この1.4Lブースタージェットエンジンは日本仕様車では採用が見送られた。
2017年6月15日
日本仕様車のマイナーチェンジが発表された。
2017年7月6日
マイナーチェンジ（2型）。
外観ではフェイスリフトを行い、フロント周り（バンパー・グリル・ボンネットフード）の意匠が変更されたほか、ヘッドランプは意匠変更と共にLED化。リヤコンビランプもLED化した。また、タイヤを17インチにサイズアップしたことにより最低地上高を20mmアップ（185mm）し、アルミホイールを新意匠に変更された。
トランスミッションをCVTから6ATに変更。1速から6速までの変速比幅を拡大し、低速域では発進加速・登坂性能を、高速域では静粛性と燃費性能を実現させた。マニュアルモード付パドルシフトは前期型同様装備される。なお、燃費性能が前期型よりも2.0km/L低下した（2WD車:18.2km/L→16.2km/L、4WD車:17.2km/L→15.2km/L）ため、4WD車は燃費基準ラベルなしとなった。
内装ではエアコンルーバーガーニッシュにサテンメッキ加飾を、インパネセンターガーニッシュにピアノブラック塗装をそれぞれ施した。
ボディカラーは「クリスタルライムメタリック」、「ブーストブルーパールメタリック3」、「ギャラクティックグレーメタリック」に替わり、「スフィアブルーパール」と「エナジェティックレッドパール」を追加し、4色に整理された。
2019年4月10日
日本仕様車が一部仕様変更された（3型）。
安全装備の充実化が図られ、ミリ波レーダー方式の衝突被害軽減ブレーキ「レーダーブレーキサポートII」、フロントシートSRSサイドエアバッグ、SRSサイドエアバッグ、アダプティブクルーズコントロール、助手席シートベルトリマインダー、エマージェンシーストップシグナルを標準装備。さらに、スピーカーはフロント2ツイーターとリヤ2スピーカーが追加され、6スピーカーに強化された。
2020年12月25日
スズキの公式ホームページから削除され、日本での販売が終了となった。元々、販売目標が年販1,200台（月販目標あたり100台）とかなり少なく見積もられており、同社のスプラッシュやバレーノ同様の海外生産車ということもあり、商品改良が限定的であったと言及されている。
- 1型 フロント
- 1型 リヤ
- 1型 フロント 日本国外仕様
- 1型 リヤ 日本国外仕様

## 2代目 （2021年 - ）
2021年11月25日に新型モデルを世界初公開。車名は「SX4」の冠が外れ、先代で中国・オーストラリア・インド向けに用いられていた「S-CROSS」に統一された。
フロントフェイスはグリルを大型化するとともに、3灯式LEDポジションランプが備わり、ボンネットと共に高く配置。タイヤハウスにはスクエア形状のモールディングが施され、ボディサイドにはショルダーラインが引かれた。リアもランプやバンパーの位置が高めに配置された。内装は立体的な造形となり、中央には9インチHDのディスプレイオーディオを採用。スマートフォンとの連携や車両情報・カメラ情報といった運転支援機能が備わる。
「ALLGRIP」は先代に引き続き搭載されるほか、欧州仕様では48V SHVSマイルドハイブリッドが採用され、燃費性能の向上のみならず、アクセル操作に応じてエンジンからのトルクだけでなくモーターからのトルクも上乗せされる加速補助も可能となった。機能面については、衝突被害軽減ブレーキに加え、標識認識機能、車線逸脱抑制機能が追加され、アダプティブクルーズコントロールは全車速追従機能付に強化。さらに、全方位モニターや後退時車両検知警報などの駐車支援機能も備わるようになった。
生産は先代同様にマジャールスズキが担当し、同年末から欧州での発売を皮切りに、中南米・大洋州・アジアへも輸出。さらには、2022年後半には4代目スイフトなどにも採用されている駆動用モーターとオートギヤシフト（AGS）を組み合わせたストロングハイブリッドモデルを導入することも明らかにしている。
2022年10月24日、フルハイブリッド仕様を新たに設定した。